# Moškovo
Moškovo (in lingua russa Moшково) è una città situata nell'Oblast' di Novosibirsk, in Russia, nella Siberia meridionale. La città è il centro amministrativo del distretto di Moškovskij (in lingua russa Moшковский Район, letteralmente Moškovskij Rajon).